# Tereza Kocis
Tereza Kocis (Sombor, Yugoslavia, 23 de abril de 1934) fue una gimnasta artística yugoslava, subcampeona mundial en 1950 en la prueba de suelo.

## Carrera deportiva
Su mayor triunfo fue conseguir la plata en el Mundial de Basilea 1950 en la competición de suelo, quedando situada en el podio tras la polaca Helena Rakoczy (oro) y por delante de otra gimnasta polaca Stefania Reindlowa que ganó el bronce.